# مينا الحماني
مينا الحماني (بالإسبانية: Mina El Hammani)‏ من مواليد 29 نوفمبر 1993 في إسبانيا، هي ممثلة إسبانية من أصل مغربي، وقد ترعرعت في مدريد، وبدأت مسيرتها الفنية سنة 2014.

## فيلموغرافيا

### مسلسلات تلفزيونية
- Centro médico، في دور أمينة (2015)
- El Príncipe، في دور نور (2015–2016)
- La que se avecina في دور فاطمة (2016)
- The State، في دور فتاة المجلة (2017)
- Servir y proteger، في دور سليمة بن أحمد (2017–2018)
- النخبة، في دور نادية (2018–2021)
- Hernán، في دور عائشة (2019)
- El internado: Las Cumbres، في دور إلفيرا (2021–الحاضر)

## وصلات خارجية
- مينا الحماني على موقع IMDb (الإنجليزية)
- مينا الحماني على موقع ألو سيني (الفرنسية)
- مينا الحماني على موقع قاعدة بيانات الفيلم (الإنجليزية)
- "لقاء خاص مع نجمة #Elite مينا الحمّاني". مؤرشف من الأصل في 2020-03-26. اطلع عليه بتاريخ 2019-09-08 – عبر www.youtube.com.